# Кот д'Арброз
Кот д'Арброз (фр. Côte-d'Arbroz) насеље је и општина у источној Француској у региону Рона-Алпи, у департману Горња Савоја која припада префектури Бонвил.
По подацима из 2011. године у општини је живело 267 становника, а густина насељености је износила 21,81 становника/km². Општина се простире на површини од 12,24 km². Налази се на средњој надморској висини од 1171 метар (максималној 2.240 m, а минималној 932 m).

## Демографија
| 1962. | 1968. | 1975. | 1982. | 1990. | 1999. | 2011. |
| ----- | ----- | ----- | ----- | ----- | ----- | ----- |
| 176   | 184   | 181   | 153   | 160   | 176   | 267   |

График промене броја становника у току последњих година